# Tiago Silva (football, 1993)
Pour les articles homonymes, voir Tiago Silva et Silva.
Tiago Silva, de son nom complet Tiago Rafael Maia Silva, est un footballeur portugais né le 2 juin 1993 à Esgueira. Il évolue au poste de milieu au Vitória SC.

## Biographie

### En club
Il évolue au CD Feirense après un passage au CF Belenenses,.
Le 5 juillet 2019, il rejoint Nottingham Forest.
Le 3 octobre 2020, il est prêté à Olympiakos.

### En sélection
Avec la sélection des moins de 20 ans, il participe à la Coupe du monde des moins de 20 ans 2013. Il dispute un unique match contre Cuba.
Avec la sélection olympique, il participe aux Jeux olympiques d'été de 2016 organisés au Brésil. Lors du tournoi olympique, il joue trois matchs. Le Portugal s'incline en quarts-de-finale contre l'Allemagne.

## Palmarès
Avec le CF Belenenses :
- Champion du Portugal D2 en 2013